# Erythroxylum pauciflorum
Erythroxylum pauciflorum là một loài thực vật có hoa trong họ Erythroxylaceae. Loài này được Rusby mô tả khoa học đầu tiên năm 1896.